# South Greenfield
South Greenfield és una població dels Estats Units a l'estat de Missouri. Segons el cens del 2000 tenia 136 habitants.

## Demografia
Segons el cens del 2000, South Greenfield tenia 136 habitants, 54 habitatges, i 40 famílies. La densitat de població era de 308,9 habitants per km².
Dels 54 habitatges en un 38,9% hi vivien nens de menys de 18 anys, en un 61,1% hi vivien parelles casades, en un 7,4% dones solteres, i en un 25,9% no eren unitats familiars. En el 22,2% dels habitatges hi vivien persones soles el 7,4% de les quals corresponia a persones de 65 anys o més que vivien soles. El nombre mitjà de persones vivint en cada habitatge era de 2,52 i el nombre mitjà de persones que vivien en cada família era de 2,9.
Per edats la població es repartia de la següent manera: un 29,4% tenia menys de 18 anys, un 8,8% entre 18 i 24, un 31,6% entre 25 i 44, un 19,9% de 45 a 60 i un 10,3% 65 anys o més.
L'edat mediana era de 32 anys. Per cada 100 dones de 18 o més anys hi havia 104,3 homes.
La renda mediana per habitatge era de 19.000 $ i la renda mediana per família de 30.000 $. Els homes tenien una renda mediana de 21.250 $ mentre que les dones 13.125 $. La renda per capita de la població era de 10.241 $. Entorn del 28,1% de les famílies i el 30% de la població estaven per davall del llindar de pobresa.

## Poblacions més properes
El següent diagrama mostra les poblacions més properes.